# Ивано-Франковская городская община
Ивано-Франковская городская общи́на (укр. Івано-Франківська міська громада) — территориальная община в Ивано-Франковском районе Ивано-Франковской области Украины.
Административный центр — город Ивано-Франковск. По территории общины протекают реки Быстрица-Надворнянская, Быстрица-Солотвинская.
Население составляет 287533 человека. Площадь — 263,8 км².

## Населённые пункты
В состав общины входят 1 город (Ивано-Франковск) и 18 сёл:
- Березовка
- Братковцы
- Волчинец
- Добровляны
- Драгомирчаны
- Каменное
- Колодиевка
- Криховцы
- Никитинцы
- Подлужье
- Подпечеры
- Радча
- Тысменичаны
- Угорники
- Узин
- Хриплин
- Черниев
- Чукаловка

## Состав совета общины
Городской совет состоит из 42 депутатов и председателя.
- Председатель совета: Анушкевичус Виктор Андрюсович
- Секретарь совета: Витенко Николай Иванович

### Руководящий состав предыдущих созывов
| Фамилия, имя, отчество        | Основные сведения                                                                         | Дата избрания | Дата увольнения |
| ----------------------------- | ----------------------------------------------------------------------------------------- | ------------- | --------------- |
| Анушкевичус Виктор Андрюсович | Городской голова, 1962 года рождения, образование высшее, член Украинской Народной Партии | 26.03.2006    | 31.10.2010      |
| Анушкевичус Виктор Андрюсович | Городской голова, 1962 года рождения, образование высшее, член Украинской Народной Партии | 31.10.2010    | 01.12.2015      |

Примечание: таблица составлена по данным сайта Верховной Рады Украины

### Депутаты VII созыва
По результатам местных выборов 2015 года депутатами совета стали:

#### По субъектам выдвижения
| Субъект выдвижения                                             | Количество избранных депутатов | %     |
| -------------------------------------------------------------- | ------------------------------ | ----- |
| Политическая партия Всеукраинское объединение «Свобода»        | 14                             | 33.33 |
| Партия Блок Петра Порошенко «Солидарность»                     | 9                              | 21.43 |
| Политическая партия «Объединение „Самопомощь“»                 | 6                              | 14.29 |
| Политическая партия «Украинское Объединение патриотов — УКРОП» | 6                              | 14.29 |
| Политическая партия Всеукраинское объединение «Батькивщина»    | 4                              | 9.52  |
| Украинская Народная Партия                                     | 3                              | 7.14  |

#### По округам
| № округа                                                       | Фамилия, имя, отчество          | Дата рождения | Образование                 | Партийная принадлежность                                            | Сведения |
| -------------------------------------------------------------- | ------------------------------- | ------------- | --------------------------- | ------------------------------------------------------------------- | --- |
| политическая партия Всеукраинское объединение «Свобода»        |                                 |               |                             |                                                                     | |
| пк                                                             | Марцинкив Руслан Романович      | 22.11.1979    | высшее                      | член политической партии Всеукраинское объединение «Свобода»        | ГО «Центр развития», директор |
| 42                                                             | Онуфриев Роман Михайлович       | 20.09.1975    | высшее                      | член политической партии Всеукраинское объединение «Свобода»        | ТзОВ «Мисто-НВ», директор |
| 41                                                             | Гавриш Пётр Орестович           | 05.09.1975    | высшее                      | беспартийный                                                        | ГУМВС в Киевской области ППСМОП «Миротворец», милиционер |
| 13                                                             | Савчук Оксана Васильевна        | 20.03.1983    | высшее                      | член политической партии Всеукраинское объединение «Свобода»        | Детско-юношеский пластовый центр от Управления образования и науки Ивано-Франковского горисполкома, заместитель директора по воспитательной работе |
| 4                                                              | Харук Роман Романович           | 12.07.1963    | высшее                      | член политической партии Всеукраинское объединение «Свобода»        | Частный предприниматель |
| 19                                                             | Витенко Николай Иванович        | 17.06.1984    | высшее                      | член политической партии Всеукраинское объединение «Свобода»        | Ивано-Франковский городской совет, секретарь |
| 18                                                             | Бурко Виталий Николаевич        | 30.04.1973    | высшее                      | член политической партии Всеукраинское объединение «Свобода»        | КП «ДРЕУ», заместитель директора |
| 3                                                              | Строич Андрий Петрович          | 08.04.1980    | высшее                      | беспартийный                                                        | ТОВ «Гендлярка», директор |
| 36                                                             | Вагилевич Марьян Владимирович   | 22.09.1985    | высшее                      | член политической партии Всеукраинское объединение «Свобода»        | КО «Городской парт культуры и отдыха им. Т. Г. Шевченко», заместитель директора |
| 12                                                             | Марцинкив Роман Богданович      | 20.02.1983    | высшее                      | член политической партии Всеукраинское объединение «Свобода»        | ТзОВ «МІСТО НВ», консультант по юридическим вопросам |
| 21                                                             | Скиданчук Василий Михайлович    | 02.01.1985    | высшее                      | член политической партии Всеукраинское объединение «Свобода»        | КП «Единый расчётный центр», инженер отдела эксплуатации |
| 37                                                             | Абрамьяк Сергей Михайлович      | 06.08.1987    | высшее                      | член политической партии Всеукраинское объединение «Свобода»        | временно не работает |
| 15                                                             | Синишин Виктор Иванович         | 06.06.1985    | высшее                      | член политической партии Всеукраинское объединение «Свобода»        | КП «Единый расчётный центр», инженер отдела эксплуатации |
| 35                                                             | Грималюк Андрей Васильевич      | 02.10.1985    | высшее                      | член политической партии Всеукраинское объединение «Свобода»        | ТзОВ «Ивано-Франковскавтодор», мастер |
| Партия "Блок Петра Порошенко «Солидарность»                    |                                 |               |                             |                                                                     | |
| пк                                                             | Шкутяк Пётр Зиновьевич          | 04.08.1980    | высшее                      | член партии "Блок Петра Порошенко «Солидарность»                    | временно не работает |
| 28                                                             | Кушнир Владимир Степанович      | 14.07.1983    | высшее                      | член партии "Блок Петра Порошенко «Солидарность»                    | Ивано-Франковская областная государственная администрация, заместитель председателя |
| 38                                                             | Балагура Владимир Емельянович   | 09.11.1964    | высшее                      | беспартийный                                                        | Частное предприятие "Строительная компания «Ярковиця», исполнительный директор |
| 34                                                             | Руднянин Степан Михайлович      | 21.12.1982    | высшее                      | беспартийный                                                        | Товарищество с ограниченной ответственностью "Строительная компания «Структура», директор |
| 40                                                             | Фецич Владимир Иванович         | 04.04.1974    | профессионально-техническое | член партии "Блок Петра Порошенко «Солидарность»                    | Товарищество с ограниченной ответственностью «Форте-Буд», директор |
| 9                                                              | Ковальчук Николай Петрович      | 18.01.1979    | высшее                      | член партии "Блок Петра Порошенко «Солидарность»                    | Частное предприятие «Вамбуд», директор |
| 22                                                             | Палийчук Сергей Васильевич      | 04.10.1984    | высшее                      | беспартийный                                                        | Товарищество с ограниченной ответственностью «Медоборы» Товарищество с ограниченной ответственностью Ивано-Франковский филиал "Торговая сеть «Фаворит» Товарищество с ограниченной ответственностью "Консультационный визовый центр «Виза-ИФ» Физическое лицо-предприниматель, директор Директор Директор Физическое лицо-предприниматель |
| 2                                                              | Яблонь Владимир Дмитриевич      | 03.03.1976    | высшее                      | беспартийный                                                        | Частное предприятие "Строительная компания «Ярковиця», коммерческий директор |
| 25                                                             | Волгин Андриан Викторович       | 12.10.1984    | высшее                      | беспартийный                                                        | временно не работает |
| Политическая партия "Объединение «Самопомощь»                  |                                 |               |                             |                                                                     | |
| пк                                                             | Кулинич Ирина Викторовна        | 14.06.1961    | высшее                      | беспартийная                                                        | Львовский городской совет, директор департамента экономической политики Львовского городского совета |
| 7                                                              | Пуйда Иван Михайлович           | 12.09.1963    | высшее                      | беспартийный                                                        | ТзОВ «Панорама плюс», директор |
| 30                                                             | Гречанюк Пётр Дмитриевич        | 09.07.1959    | высшее                      | беспартийный                                                        | ТОВ МЖК Экспресс-24, глава ТОВ МЖК Экспресс-24 |
| 29                                                             | Корсун Игорь Валерьевич         | 18.09.1987    | высшее                      | член политической партии "Объединение «Самопомощь»                  | Надворнянская ДЮСШ, тренер-преподаватель |
| 9                                                              | Гарасимко Иван Михайлович       | 06.07.1985    | высшее                      | беспартийный                                                        | ГП «Ивано-Франковский военный леспромкомбинат», юрисконсульт |
| 8                                                              | Федорук Александра Владимировна | 30.12.1975    | высшее                      | член политической партии "Объединение «Самопомощь»                  | ПНУ им. В.Стефаника, преподаватель английского языка |
| Политическая партия «Украинское объединение патриотов — УКРОП» |                                 |               |                             |                                                                     | |
| пк                                                             | Шевченко Александр Леонидович   | 08.04.1971    | высшее                      | беспартийный                                                        | Верховная Рада Украины, народный депутат Украины |
| 23                                                             | Меринов Виталий Александрович   | 31.12.1990    | высшее                      | беспартийный                                                        | Физкультурно-спортивное товарищество «Украина», тренер по боксу |
| 10                                                             | Олейник Владимир Евгеньевич     | 30.05.1981    | высшее                      | беспартийный                                                        | Общественная организация «Институт развития города-Новый Ивано-Франковск», керівник програм |
| 37                                                             | Гаевский Сергей Брониславович   | 03.07.1989    | высшее                      | член политической партии «Украинское объединение патриотов — УКРОП» | Общественная организация «Институт развития города-Новый Ивано-Франковск», заместитель директора |
| 2                                                              | Чмиль Дмитрий Костантинович     | 09.07.1959    | высшее                      | член политической партии «Украинское объединение патриотов — УКРОП» | Ивано-Франковская общеобразовательная школа І-ІІІ ступеней№ 18, директор |
| 25                                                             | Саварин Игорь Владимирович      | 27.04.1964    | высшее                      | беспартийный                                                        | Ивано-Франковский областной благотворительный фонд «Возрождение», председатель правления |
| Политическая партия Всеукраинское объединение «Батькивщина»    |                                 |               |                             |                                                                     | |
| пк                                                             | Терешко Руслан Володимирович    | 25.12.1973    | высшее                      | член политической партии Всеукраинское объединение «Батикивщина»    | Государственное предприятие «Укрзализничпостач», заместитель директора |
| 20                                                             | Магас Стефан Дмитриевич         | 21.09.1959    | высшее                      | член политической партии Всеукраинское объединение «Батикивщина»    | Предприниматель |
| 27                                                             | Ревчук Василий Иванович         | 11.02.1966    | высшее                      | член политической партии Всеукраинское объединение «Батикивщина»    | временно не работает |
| 39                                                             | Горбовый Ярослав Васильевич     | 14.11.1961    | общее среднее               | член политической партии Всеукраинское объединение «Батикивщина»    | Частный предприниматель |
| Украинская Народная Партия                                     |                                 |               |                             |                                                                     | |
| пк                                                             | Анушкевичус Виктор Андрюсович   | 15.11.1962    | высшее                      | член Украинской Народной Партии                                     | Исполнительный комитет Ивано-Франковского городского совета, ивано-франковский городской голова |
| 39                                                             | Куницкая Галина Владимировна    | 30.03.1978    | высшее                      | беспартийная                                                        | Хриплинская СШ I—II степени, директор |
| 40                                                             | Саврей Владимир Ярославович     | 12.02.1964    | высшее                      | беспартийный                                                        | Ивано-Франковская городская поликлиника № 4, заведующий Амбулаторией ВЗПСМ «Волчинецкая» |

- Количество депутатских мандатов в совете; 60
- Количество депутатских мандатов, полученных кандидатами в депутаты по результатам выборов: 59
- Количество депутатских мандатов в совете, оставшихся вакантными: 1

#### По субъектам выдвижения
| Субъект выдвижения                                          | Количество избранных депутатов | %    |
| ----------------------------------------------------------- | ------------------------------ | ---- |
| Политическая партия Всеукраинское объединение «Свобода»     | 34                             | 57,6 |
| Политическая партия «Фронт Перемен»                         | 9                              | 15,3 |
| Политическая партия Всеукраинское объединение «Батькивщина» | 5                              | 8,5  |
| Партия регионов                                             | 4                              | 6,8  |
| Политическая партия «Наша Украина»                          | 2                              | 3,4  |
| Политическая партия «Третья Сила»                           | 2                              | 3,4  |
| Политическая партия «УДАР»                                  | 2                              | 3,4  |
| Украинская республиканская партия                           | 1                              | 1,7  |

#### По округам
| Партия регионов                                                                          |                                |            |                      |                                                                                               | |    |                               |            |        |              |                          |
| б/м                                                                                      | Федькив Богдан Михайлович      | 09.11.2010 | высшее               | член Партии регионов                                                                          | управление правовой работы и внутренней политики, начальник главного управления                                               |    |                               |            |        |              |                          |
| б/м                                                                                      | Дутка Игорь Петрович           | 09.11.2010 | высшее               | член Партии регионов                                                                          | ТзОВ «Торговый сервис», генеральный директор                                                                                  |    |                               |            |        |              |                          |
| б/м                                                                                      | Халаменда Игорь Анатольевич    | 09.11.2010 | высшее               | член Партии регионов                                                                          | частный предприниматель |    |                               |            |        |              |                          |
| 25                                                                                       | Благодыр Сергей Николаевич     | 09.11.2010 | высшее               | член Партии регионов                                                                          | Прикарпатский юридический институт Львовского государственного университета внутренних дел, доцент, профессор кафедры         |    |                               |            |        |              |                          |
| Политическая партия Всеукраинское объединение «Батькивщина»                              |                                |            |                      |                                                                                               | |    |                               |            |        |              |                          |
| б/м                                                                                      | Бойчук Василий Евгеньевич      | 09.11.2010 | высшее               | член Всеукраинского объединения «Батькивщина»                                                 | Ивано-Франковский городской совет, секретарь городского совета                                                                |    |                               |            |        |              |                          |
| б/м                                                                                      | Бачкур Ярослав Васильевич      | 09.11.2010 | высшее               | член Всеукраинского объединения «Батькивщина»                                                 | ВАТ «Укрнафта», Прикарпатское управление буровых работ, заместитель начальника управления                                     |    |                               |            |        |              |                          |
| б/м                                                                                      | Терешко Руслан Владимирович    | 09.11.2010 | высшее               | член Всеукраинского объединения «Батькивщина»                                                 | ЗАТ «Зирниця», председатель правления                                                                                         |    |                               |            |        |              |                          |
| б/м                                                                                      | Стасюк Владимир Васильевич     | 09.11.2010 | высшее               | член Всеукраинского объединения «Батькивщина»                                                 | Ивано-Франковский базовый медицинский колледж, директор                                                                       |    |                               |            |        |              |                          |
| 21                                                                                       | Ревчук Василий Иванович        | 09.11.2010 | высшее               | член Всеукраинского объединения «Батькивщина»                                                 | общеобразовательная школа № 6 им. И. Ревчука г. Ивано-Франковськ, учитель                                                     |    |                               |            |        |              |                          |
| Политическая партия Всеукраинское объединение «Свобода»                                  |                                |            |                      |                                                                                               | |    |                               |            |        |              |                          |
| б/м                                                                                      | Марцинкив Руслан Романович     | 09.11.2010 | высшее               | член Всеукраинского объединения «Свобода»                                                     | Ивано-Франковская МПО Всеукраинского объединения «Свобода», руководитель секретариата                                         |    |                               |            |        |              |                          |
| б/м                                                                                      | Романюк Сергей Васильевич      | 09.11.2010 | высшее               | член Всеукраинского объединения «Свобода»                                                     | частный предприниматель |    |                               |            |        |              |                          |
| б/м                                                                                      | Гавриш Пётр Орестович          | 09.11.2010 | высшее               | член Всеукраинского объединения «Свобода»                                                     | частный предприниматель |    |                               |            |        |              |                          |
| б/м                                                                                      | Сенькив Михаил Ярославович     | 09.11.2010 | высшее               | член Всеукраинского объединения «Свобода»                                                     | частный предприниматель |    |                               |            |        |              |                          |
| б/м                                                                                      | Оришко Світлана Петрівна       | 09.11.2010 | высшее               | беспартийная                                                                                  | Прикарпатский национальный университет им. В. Стефаника, доцент кафедры туризмоведения и туристических специализаций          |    |                               |            |        |              |                          |
| б/м                                                                                      | Максимчук Игорь Евстахович     | 09.11.2010 | высшее               | беспартийный                                                                                  | Ивано-Франковская общеобразовательная школа І-ІІІ ст. № 6 им. Ивана Ревчука, директор                                         |    |                               |            |        |              |                          |
| б/м                                                                                      | Полковник Богдан Романович     | 09.11.2010 | среднее              | член Всеукраинского объединения «Свобода»                                                     | пенсионер |    |                               |            |        |              |                          |
| б/м                                                                                      | Сарабин Виталия Игоревна       | 09.11.2010 | незаконченное высшее | член Всеукраинского объединения «Свобода»                                                     | Прикарпатский национальный университет им. В. Стефаника, студент                                                              |    |                               |            |        |              |                          |
| б/м                                                                                      | Гоянюк Ольга Николаевна        | 09.11.2010 | незаконченное высшее | член Всеукраинского объединения «Свобода»                                                     | Прикарпатский национальный университет им. В. Стефаника, студент                                                              |    |                               |            |        |              |                          |
| б/м                                                                                      | Малярчук Михаил Владимирович   | 09.11.2010 | незаконченное высшее | член Всеукраинского объединения «Свобода»                                                     | Прикарпатский национальный университет им. В. Стефаника, студент                                                              |    |                               |            |        |              |                          |
| 1                                                                                        | Голодюк Наталия Николаевна     | 09.11.2010 | высшее               | член Всеукраинского объединения «Свобода»                                                     | ТОВ «Дипрогаз», ведущий инженер технологического отдела                                                                       |    |                               |            |        |              |                          |
| 3                                                                                        | Харук Роман Романович          | 09.11.2010 | высшее               | член Всеукраинского объединения «Свобода»                                                     | ВАТ «Прикарпат-Агро МТС», коммерческий директор                                                                               |    |                               |            |        |              |                          |
| 4                                                                                        | Олексин Лариса Николаевна      | 09.11.2010 | высшее               | член Всеукраинского объединения «Свобода»                                                     | Областная научная медицинская библиотека, заведующий сектором читального залу                                                 |    |                               |            |        |              |                          |
| 6                                                                                        | Стефанко Сергей Львович        | 09.11.2010 | высшее               | член Всеукраинского объединения «Свобода»                                                     | Ивано-Франковский национальный медицинский университет, ассистент кафедры акушерства та гинекологии                           |    |                               |            |        |              |                          |
| 7                                                                                        | Маркута Иван Тарасович         | 09.11.2010 | высшее               | член Всеукраинского объединения «Свобода»                                                     | временно не работает |    |                               |            |        |              |                          |
| 8                                                                                        | Клипич Олег Михайлович         | 09.11.2010 | высшее               | член Всеукраинского объединения «Свобода»                                                     | частный предприниматель |    |                               |            |        |              |                          |
| 9                                                                                        | Гнатив Андрей Игоревич         | 09.11.2010 | высшее               | член Всеукраинского объединения «Свобода»                                                     | Ивано-Франковський филиал ПАТ «Захидинкомбанг», юрист                                                                         |    |                               |            |        |              |                          |
| 10                                                                                       | Яцинович Николай Ярополкович   | 09.11.2010 | высшее               | беспартийный                                                                                  | частный предприниматель |    |                               |            |        |              |                          |
| 11                                                                                       | Савчук Оксана Васильевна       | 09.11.2010 | высшее               | член Всеукраинского объединения «Свобода»                                                     | Детско-юношеский пластовый центр при управлении образования и науки Ивано-Франковског горисполкома, методист                  |    |                               |            |        |              |                          |
| 12                                                                                       | Голутяк Виталий Юрьевич        | 09.11.2010 | высшее               | беспартийный                                                                                  | ТзОВ"Мисто-НВ", менеджер по связям с общественностью                                                                          |    |                               |            |        |              |                          |
| 14                                                                                       | Бурко Виталий Миколайович      | 09.11.2010 | высшее               | член Всеукраинского объединения «Свобода»                                                     | ДП «Станиславивавтотранс» ВАТ «Прикарпат-Агро МТС», директор                                                                  |    |                               |            |        |              |                          |
| 15                                                                                       | Витенко Николай Иванович       | 09.11.2010 | высшее               | член Всеукраинского объединения «Свобода»                                                     | временно не работает |    |                               |            |        |              |                          |
| 16                                                                                       | Колковский Владимир Зиновьевич | 09.11.2010 | неоконченное высшее  | беспартийный                                                                                  | ПП «СКОЛ», директор |    |                               |            |        |              |                          |
| 17                                                                                       | Шуляр Юрий Владимирович        | 09.11.2010 | высшее               | член Всеукраинского объединения «Свобода»                                                     | частный предприниматель |    |                               |            |        |              |                          |
| 18                                                                                       | Онуфриев Роман Михайлович      | 09.11.2010 | высшее               | член Всеукраинского объединения «Свобода»                                                     | ТзОВ"Мисто-НВ", директор |    |                               |            |        |              |                          |
| 19                                                                                       | Микула Роман Васильевич        | 09.11.2010 | высшее               | член Всеукраинского объединения «Свобода»                                                     | ТОВ «Гринком», исполнительный директор                                                                                        |    |                               |            |        |              |                          |
| 20                                                                                       | Дубас Ярослав Владимирович     | 09.11.2010 | высшее               | беспартийный                                                                                  | Ивано-Франковская центральная городская клиническая больница, врач-интерн                                                     |    |                               |            |        |              |                          |
| 22                                                                                       | Кимачук Роман Михайлович       | 09.11.2010 | высшее               | член Всеукраинского объединения «Свобода»                                                     | частный предприниматель |    |                               |            |        |              |                          |
| 24                                                                                       | Капустяк Олег Іванович         | 09.11.2010 | незаконченное высшее | член Всеукраинского объединения «Свобода»                                                     | ПП «Рекламно-производственная компания „Трамплин“», директор                                                                  |    |                               |            |        |              |                          |
| 26                                                                                       | Бережанский Тарас Владимирович | 09.11.2010 | высшее               | член Всеукраинского объединения «Свобода»                                                     | Общественная организация «Просвещённая страна», руководитель                                                                  |    |                               |            |        |              |                          |
| 27                                                                                       | Войтичук Алексей Алексеевич    | 09.11.2010 | высшее               | член Всеукраинского объединения «Свобода»                                                     | ИФ Региональное отделение Ассоциации городов Украины, исполнительный директор                                                 |    |                               |            |        |              |                          |
| 28                                                                                       | Грималюк Андрей Васильевич     | 09.11.2010 | незаконченное высшее | беспартийный                                                                                  | ПП "Рекламно-производственная компания «Трамплин», руководитель отдела информационно-аналитической работы                     | 29 | Вагилевич Марьян Владимирович | 09.11.2010 | высшее | беспартийный | ПП"Трейд-Груп", директор |
| 30                                                                                       | Тютюник Андрей Богданович      | 09.11.2010 | высшее               | член Всеукраинского объединения «Свобода»                                                     | ТзОВ"Мисто-НВ", менеджер |    |                               |            |        |              |                          |
| Политическая партия «Наша Украина»                                                       |                                |            |                      |                                                                                               | |    |                               |            |        |              |                          |
| б/м                                                                                      | Балагура Владимир Емельянович  | 09.11.2010 | среднее              | член Политической партии «Наша Украина»                                                       | ПП «Ярковиця», руководитель                                                                                                   |    |                               |            |        |              |                          |
| б/м                                                                                      | Коржак Олег Владимирович       | 09.11.2010 | высшее               | член Политической партии «Наша Украина»                                                       | Верховная Рада Украины, помощник-консультант народного депутата Украины                                                       |    |                               |            |        |              |                          |
| Политическая партия «Третья Сила»                                                        |                                |            |                      |                                                                                               | |    |                               |            |        |              |                          |
| б/м                                                                                      | Соловей Юрий Игоревич          | 09.11.2010 | высшее               | беспартийный                                                                                  | общественная организация «Общественный форум Ивано-Франковська», председатель правления                                       |    |                               |            |        |              |                          |
| б/м                                                                                      | Чорноус Владимир Ярославович   | 09.11.2010 | высшее               | беспартийный                                                                                  | Ивано-Франковский факультет Национального университета «Одесская юридическая академия», старший преподаватель                 |    |                               |            |        |              |                          |
| Политическая партия «УДАР (Украинский Демократический Альянс за Реформы) Виталия Кличко» |                                |            |                      |                                                                                               | |    |                               |            |        |              |                          |
| б/м                                                                                      | Росипайло Игорь Ярославович    | 09.11.2010 | высшее               | член Политической партии «УДАР (Украинский Демократический Альянс за Реформы) Виталия Кличко» | КС «Прикарпаття-СИМ», председатель правления                                                                                  |    |                               |            |        |              |                          |
| б/м                                                                                      | Василюк Руслана Михайловна     | 09.11.2010 | высшее               | член Политической партии «УДАР (Украинский Демократический Альянс за Реформы) Виталия Кличко» | ПАТ «Плюс Банк», заместитель директора департамента                                                                           |    |                               |            |        |              |                          |
| Политическая партия «Фронт Перемен»                                                      |                                |            |                      |                                                                                               | |    |                               |            |        |              |                          |
| б/м                                                                                      | Прокопьев Игорь Богданович     | 09.11.2010 | высшее               | член Политической партии «Фронт Перемен»                                                      | ДМП «Ивано-Франковск Теплокоммуненерго», директор                                                                             |    |                               |            |        |              |                          |
| б/м                                                                                      | Петрушко Юрий Миронович        | 09.11.2010 | высшее               | член Политической партии «Фронт Перемен»                                                      | исполнительный комитет Ивано-Франковского городского совета, Отдел учёта и распределения жилья, заместитель начальника отдела |    |                               |            |        |              |                          |
| б/м                                                                                      | Гасимов Рияфет Садиг оглы      | 09.11.2010 | высшее               | член Политической партии «Фронт Перемен»                                                      | частный предприниматель |    |                               |            |        |              |                          |
| б/м                                                                                      | Бубен Александр Александрович  | 09.11.2010 | высшее               | член Политической партии «Фронт Перемен»                                                      | ВАТ «Прикарпатоблэнерго», председатель правления                                                                              |    |                               |            |        |              |                          |
| б/м                                                                                      | Василюк Роман Ярославович      | 09.11.2010 | высшее               | член Политической партии «Фронт Перемен»                                                      | ВДК «МОНОЛИТ», генеральный директор                                                                                           |    |                               |            |        |              |                          |
| б/м                                                                                      | Борзов Сергей Александрович    | 09.11.2010 | высшее               | член Политической партии «Фронт Перемен»                                                      | ОСББ, председатель |    |                               |            |        |              |                          |
| 2                                                                                        | Кукурудз Ростислав Степанович  | 09.11.2010 | высшее               | член Политической партии «Фронт Перемен»                                                      | ПП «РОСТІМКС», директор |    |                               |            |        |              |                          |
| 5                                                                                        | Басараб Сергей Михайлович      | 09.11.2010 | высшее               | член Политической партии «Фронт Перемен»                                                      | ТзОВ «Ивано-Франковск горстрой», директор                                                                                     |    |                               |            |        |              |                          |
| 13                                                                                       | Гончарук Олег Романович        | 09.11.2010 | высшее               | член Политической партии «Фронт Перемен»                                                      | ТзОВ «Лігос», генеральный директор                                                                                            |    |                               |            |        |              |                          |
| Украинская республиканская партия                                                        |                                |            |                      |                                                                                               | |    |                               |            |        |              |                          |
| 23                                                                                       | Кушнир Владимир Степанович     | 09.11.2010 | высшее               | член Украинской республиканской партии                                                        | частный предприниматель |    |                               |            |        |              |                          |